# Twin City
Twin City é uma cidade localizada no estado americano de Geórgia, no Condado de Emanuel.

## Demografia
Segundo o censo americano de 2000, a sua população era de 1752 habitantes.
Em 2006, foi estimada uma população de 1791, um aumento de 39 (2.2%).

## Geografia
De acordo com o United States Census Bureau tem uma área de
9,3 km², dos quais 9,3 km² cobertos por terra e 0,0 km² cobertos por água. Twin City localiza-se a aproximadamente 94 m acima do nível do mar.

## Localidades na vizinhança
O diagrama seguinte representa as localidades num raio de 24 km ao redor de Twin City.